# AVS Video Converter
AVS Video Converter es un software de edición de vídeo desarrollado por la empresa británica Online Media Technologies Ltd. El programa puede realizar varias tareas de producción de vídeo casero. Gracias a su facilidad de uso, amplia gama de opciones útiles y funcionamiento estable, AVS Video Converter fue reconocido por los editores de la revista Laptop y se ha hecho popular entre usuarios por todo el mundo. Es actualizado regularmente. En marzo de 2006 AVS Video Converter cambió su nombre por AVS Video Tools.

## Funciones
- Una amplia lista de formatos soportados para la conversión incluyendo MPEG 1, 2, 4, AVI (DivX, Xvid), 3GP, DVD, QT (MOV), H.263, WMV, Real Video y tales formatos avanzados como H.264, MP4 and SWF.
- Conversión de vídeos con posibilidad de luego agregarlos en tales potátiles como Apple iPod, Sony PSP, celulares, Archos, reproductores media portátiles. Transfiere vídeos mediante Infrarrojo, Bluetooth o cableUSB.
- Captura de vídeos desde dispositivos externos DV, VHS, cámaras Web, sintonizadoras de TV y TV satélite.
- Tiene integrada una aplicación diseñada para fácil y rápida conversión a formatos soportados por portátiles.
- Creación de películas DVD y grabación en discos.
- Edición de vídeo.
- Amplia gama de efectos de vídeo y audio.
- Posibilidad de partir, cortar y recortar archivos de vídeo.
- Extracción de pistas de audio desde archivos de vídeo. Esta función le permitirá extraer pistas de audio desde sus películas favoritas y guardarlas en formato WAV.
- Posibidad de extraer imágenes de archivos de vídeo.
- posibilidad de pasar videos a audio en una mejor calidad.

AVS Video Converter funciona bajo Windows 2000/XP/2003. La versión de evaluación no tiene limitaciones temporales o funcionales, solo una marca de agua aparece en los archivos de salida.